# Calle de Santa Catalina (Segovia)
La calle de Santa Catalina es una vía pública de la ciudad española de Segovia.

## Descripción
La vía, que debe el título a una iglesia que hubo en el lugar, discurre desde la calle de San Gabriel hasta desembocar en la de Antonio Coronel en las inmediaciones de la plaza de San Lorenzo. Aparece descrita en Las calles de Segovia (1918) de Mariano Sáez y Romero con las siguientes palabras:

Santa Catalina.—Va desde la carretera de Boceguillas, cerca de la fábrica de Loza, a San Lorenzo. Se llama así por la iglesia románica de Santa Catalina, que se hallaba al lado del puente sobre el Eresma, hacia la parte del barrio, cimientos que existieron hasta la construcción del puente y hoy completamente desaparecidos.
(Sáez y Romero, 1918, p. 173)